# نیدرایشباخ
نیدرایشباخ (به آلمانی: Niederaichbach) یک شهر در آلمان است که در بایرن واقع شده‌است.

## خصوصیات
نیدرایشباخ ۳۴٫۰۶ کیلومترمربع مساحت دارد ۳۷۶ متر بالاتر از سطح دریا واقع شده‌است.